# Atleta di stato
La dizione atleta di stato ha definito per lungo tempo, genericamente, la situazione di fatto di quegli atleti, principalmente dell'Europa comunista, che erano inquadrati e stipendiati all'interno di amministrazioni statali al solo scopo di fare sport e vincere per il Paese di appartenenza. Per alcuni studiosi italiani di storia dello sport (Angela Teja) tale dizione sarebbe la parafrasi di altra, cioè sembrerebbe trarre origine dagli studi e dagli scritti di Pierre Arnaud, che definiva “athlètes de la République” gli atleti coltivati in apposite accademie per vincere, dare lustro al paese e alimentare il sentimento nazionalista nei paesi europei occidentali e orientali.
Anche Gianni Brera ha usato tale dizione, con riferimento alla prima partecipazione dell'Unione Sovietica ai Giochi Olimpici di Helsinki 1952: "Ai giochi Olimpici di Helsinki (1952) appare ufficialmente l'U.R.S.S. e domina il campo …Si accusano apertamente i governi totalitari di coltivare la mala pianta dell'atleta di Stato". Una dizione quindi spesso usata in modo spregiativo o comunque non elogiativo. 
Una recente pubblicazione di Stefano Frapiccini ha titolo anch'essa “Atleti di Stato”. Nel saggio viene riassunta la storia dello sport militare in Italia, viene descritto il succedersi delle norme pubbliche sullo sport dei militari e dei poliziotti, vengono analizzate l'organizzazione, la struttura e la composizione dei gruppi sportivi delle Forze armate (Esercito italiano, Marina militare, Aeronautica militare e Arma dei Carabinieri), dei Corpi di Polizia (Fiamme Gialle della Guardia di finanza, Fiamme Oro della Polizia di Stato, Associazione Sportiva Dilettantistica Astrea e G.S. Fiamme Azzurre della Polizia penitenziaria, Corpo Forestale dello Stato) e dei Vigili del fuoco. Tutte queste amministrazioni pubbliche sono beneficiarie delle norme della Legge 31 marzo 2000 n. 78 con la quale sono state autorizzate all'assunzione diretta di atleti di interesse nazionale previa emanazione di apposito regolamento. 
Attualmente la Repubblica italiana stipendia nelle sue forze armate e nei suoi corpi di polizia sopra elencati circa 2500 tra atleti, tecnici e dirigenti sportivi ed è il primo paese occidentale in quanto ad "atleti di stato", in termini di successi sportivi, secondo solo a paesi ex-comunisti (Russia, Cina, Germania); ciò è dimostrato anche dal medagliere delle varie edizioni dei Giochi Mondiali Militari. Il saggio, nel quale si abbozza un tentativo di misurazione dei costi di questo piccolo esercito di atleti, è corredato da un'appendice contenente i successi olimpici degli atleti italiani appartenenti ai gruppi sportivi militari e di polizia.